# A395-ös autópálya (Németország)
Az A395-ös autópálya (németül: Bundesautobahn 395) egy autópálya Németországban. Hossza 36 km.